# Knöppelskär - Pargrund - Kråkskär
Knöppelskär - Pargrund - Kråkskär este o arie protejată (arie specială de conservare — SAC, sit de importanță comunitară — SCI) din Finlanda întinsă pe o suprafață de 117,56 ha, integral pe uscat.

## Localizare
Centrul sitului Knöppelskär - Pargrund - Kråkskär este situat la coordonatele 60°26′34″N 20°14′33″E / 60.442778°N 20.2425°E.

## Înființare
Situl Knöppelskär - Pargrund - Kråkskär a fost declarat sit de importanță comunitară în octombrie 1997 pentru a proteja 1 specie de animale. Situl a fost protejat și ca arie specială de conservare în decembrie 2015.

## Biodiversitate
Situată în ecoregiunea boreală, aria protejată conține 1 habitat natural: Insulițe și insule mici din Baltica boreală.
La baza desemnării sitului se află o specie protejată de  mamifere: Halichoerus grypus.
Pe lângă speciile protejate, pe teritoriul sitului au mai fost identificate 5 specii de păsări.